# Notylia
Notylia – rodzaj roślin z rodziny storczykowatych (Orchidaceae). Obejmuje 55 gatunków wystęujących w Ameryce Środkowej i Południowej w takich krajach jak: Belize, Boliwia, Brazylia, Kolumbia, Kostaryka, Ekwador, Salwador, Gujana Francuska, Gujana, Gwatemala, Honduras, Meksyk, Nikaragua, Panama, Paragwaj, Peru, Surinam, Trynidad i Tobago, Wenezuela.

## Systematyka
Rodzaj sklasyfikowany do podplemienia Oncidiinae w plemieniu Cymbidieae, podrodzina epidendronowe (Epidendroideae), rodzina storczykowate (Orchidaceae), rząd szparagowce (Asparagales) w obrębie roślin jednoliściennych.
Wykaz gatunków
- Notylia albida Klotzsch
- Notylia angustifolia Cogn.
- Notylia arachnites Rchb.f.
- Notylia aromatica Barker ex Lindl.
- Notylia barkeri Lindl.
- Notylia bernoullii Schltr.
- Notylia bisepala S.Moore
- Notylia brenesii Schltr.
- Notylia buchtienii Schltr.
- Notylia bungerothii Rchb.f.
- Notylia carnosiflora C.Schweinf.
- Notylia durandiana Cogn.
- Notylia ecuadorensis Schltr.
- Notylia flexuosa Schltr.
- Notylia fragrans Wullschl. ex H.Focke
- Notylia glaziovii Cogn.
- Notylia guatemalensis S.Watson
- Notylia hemitricha Barb.Rodr.
- Notylia incurva Lindl.
- Notylia inversa Barb.Rodr.
- Notylia koehleri Schltr.
- Notylia lankesteri Ames
- Notylia latilabia Ames & C.Schweinf.
- Notylia laxa Rchb.f.
- Notylia lehmanniana Kraenzl.
- Notylia leucantha Salazar
- Notylia longispicata Hoehne & Schltr.
- Notylia lyrata S.Moore
- Notylia micrantha Lindl.
- Notylia microchila Cogn.
- Notylia morenoi Christenson
- Notylia nemorosa Barb.Rodr.
- Notylia obtusa Schltr.
- Notylia odontonotos Rchb.f. & Warm.
- Notylia orbicularis A.Rich. & Galeotti
- Notylia parvilabia C.Schweinf.
- Notylia pentachne Rchb.f.
- Notylia peruviana (Schltr.) C.Schweinf.
- Notylia pittieri Schltr.
- Notylia platyglossa Schltr.
- Notylia pubescens Lindl.
- Notylia punctata (Ker Gawl.) Lindl.
- Notylia punoensis D.E.Benn. & Christenson
- Notylia replicata Rchb.f.
- Notylia rhombilabia C.Schweinf.
- Notylia rimbachii Schltr.
- Notylia sagittifera (Kunth) Link, Klotzsch & Otto
- Notylia stenantha Rchb.f.
- Notylia stenoglossa Schltr.
- Notylia sylvestris L.B.Sm. & S.K.Harris
- Notylia tamaulipensis Rchb.f.
- Notylia tapirapoanensis Hoehne
- Notylia trisepala Lindl. & Paxton
- Notylia venezuelana Schltr.
- Notylia yauaperyensis Barb.Rodr.